# Gran Premio motociclistico del Belgio 1980
Il Gran Premio motociclistico del Belgio fu il sesto appuntamento del motomondiale 1980; si svolse il 6 luglio 1980, solo una settimana dopo la prova olandese, ed erano in programma le classi 50, 125, 250, 500 e classe sidecar.
Dopo le contestazioni avvenute l'anno precedente per la pericolosità del circuito di Spa-Francorchamps, per la prima volta il Gran Premio motociclistico del Belgio si disputa sul circuito di Zolder.
Nelle singole classi si sono avuti i successi di Randy Mamola in 500, Anton Mang in 250, Ángel Nieto in classe 125 e Stefan Dörflinger in 50. Tra i sidecar trionfa l'equipaggio Jock Taylor-Benga Johansson.

## Classe 500
Nella classe regina lo statunitense Randy Mamola ottiene il suo primo successo nel motomondiale in sella ad una Suzuki e dopo essere partito dalla pole position. Precede l'italiano Marco Lucchinelli, sempre su Suzuki e autore del giro più veloce della gara, e il connazionale Kenny Roberts su Yamaha. Quest'ultimo resta peraltro saldamente in testa alla classifica iridata.
In questa gara ci sono da registrare anche una brutta caduta del pilota Patrick Fernandez che ha riportato una frattura del bacino e che aveva appena ottenuto un podio nella gara della classe 250 che aveva preceduto questa; da registrare anche l'esordio nelle gare del mondiale per lo statunitense Freddie Spencer, per quanto non molto fortunato essendo stato costretto al ritiro.

### Arrivati al traguardo
| Pos. | Pilota              | Moto   | Tempo   | Griglia | Punti |
| ---- | ------------------- | ------ | ------- | ------- | ----- |
| 1    | Randy Mamola        | Suzuki | 51'07"2 | 1       | 15    |
| 2    | Marco Lucchinelli   | Suzuki | 51'19"6 | 3       | 12    |
| 3    | Kenny Roberts       | Yamaha | 51'38"3 | 7       | 10    |
| 4    | Graeme Crosby       | Suzuki | 51'42"1 | 9       | 8     |
| 5    | Wil Hartog          | Suzuki | 51'47"9 | 10      | 6     |
| 6    | Franco Uncini       | Suzuki | 52'03"4 | 4       | 5     |
| 7    | Carlo Perugini      | Suzuki | 52'33"5 | 11      | 4     |
| 8    | Patrick Pons        | Yamaha | 52'39"5 | 13      | 3     |
| 9    | Boet van Dulmen     | Yamaha | 52'39"6 | 15      | 2     |
| 10   | Bernard Fau         | Suzuki | 52'52"8 | 8       | 1     |
| 11   | Philippe Coulon     | Suzuki | +1 giro | 14      |       |
| 12   | Raymond Roche       | Yamaha | +1 giro | 27      |       |
| 13   | Maurizio Massimiani | Yamaha | +1 giro | 23      |       |
| 14   | Willem Zoet         | Suzuki | +1 giro | 19      |       |
| 15   | Sadao Asami         | Yamaha | +1 giro | 22      |       |
| 16   | Seppo Rossi         | Suzuki | +1 giro | 29      |       |
| 17   | Kenny Blake         | Yamaha | +2 giri | 17      |       |

### Ritirati
| Pilota            | Moto   | Motivo | Griglia |
| ----------------- | ------ | ------ | ------- |
| Jeffrey Sayle     | Yamaha |        | 24      |
| Johnny Cecotto    | Yamaha |        | 2       |
| Gustav Reiner     | Suzuki |        | 30      |
| Alain Nies        | Suzuki |        | 28      |
| Freddie Spencer   | Yamaha |        | 12      |
| Dale Singleton    | Yamaha |        | 21      |
| Graziano Rossi    | Suzuki |        | 6       |
| Frank Gross       | Suzuki |        | 18      |
| Michel Rougerie   | Suzuki |        | 25      |
| Gianfranco Bonera | Yamaha |        | 20      |
| Patrick Fernandez | Yamaha |        | 5       |
| Jack Middelburg   | Yamaha |        | 16      |
| Markku Matikainen | Yamaha |        | 26      |

## Classe 250
Nella quarto di litro il tedesco Anton Mang ha ottenuto la terza vittoria stagionale e, pur non avendone ancora la certezza matematica, si avvicina sempre più al titolo iridato avendo oltre il doppio dei punti del più diretto inseguitore. Al termine della gara, sul podio con Mang salgono anche l'italiano Gianpaolo Marchetti e il francese Patrick Fernandez.

### Arrivati al traguardo
| Pos. | Pilota                 | Moto             | Tempo    | Griglia | Punti |
| ---- | ---------------------- | ---------------- | -------- | ------- | ----- |
| 1    | Anton Mang             | Krauser-Kawasaki | 49'54"03 | 1       | 15    |
| 2    | Gianpaolo Marchetti    | MBA              | 50'36"6  | 16      | 12    |
| 3    | Patrick Fernandez      | Yamaha           | 50'50"7  | 21      | 10    |
| 4    | Roland Freymond        | Ad Maiora        | 50'52"4  | 6       | 8     |
| 5    | Graeme Geddes          | Yamaha           | 51'04"2  | 19      | 6     |
| 6    | Clive Horton           | Cotton-Rotax     | 51'08"8  | 7       | 5     |
| 7    | Jacques Cornu          | Yamaha           | 51'12"7  | 18      | 4     |
| 8    | Jean-Louis Guignabodet | Kawasaki         | 51'13"0  | 2       | 3     |
| 9    | Sauro Pazzaglia        | Ad Maiora        | 51'20"2  | 24      | 2     |
| 10   | Eero Hyvärinen         | Yamaha           | 51'25"9  | 8       | 1     |
| 11   | Jean-François Baldé    | Kawasaki         | 51'30"2  | 15      |       |
| 12   | Carlos Lavado          | Yamaha           | +1 giro  | 5       |       |
| 13   | Olivier Liegeois       | Yamaha           | +1 giro  | 30      |       |
| 14   | Jean-Marc Toffolo      | Yamaha           | +1 giro  | 22      |       |
| 15   | Paolo Ferretti         | Yamaha           | +1 giro  | 31      |       |
| 16   | Hans Müller            | Yamaha           | +1 giro  | 4       |       |
| 17   | John Pace              | Yamaha           | +1 giro  | 36      |       |
| 18   | René Delaby            | Yamaha           | +1 giro  | 23      |       |
| 19   | Dirk du Plooy          | Yamaha           | +1 giro  | 35      |       |
| 20   | Didier de Radiguès     | Yamaha           | +1 giro  | 14      |       |
| 21   | Mar Schouten           | Yamaha           | +1 giro  | 28      |       |
| 22   | Jean-Jacques Peyre     | Yamaha           | +1 giro  | 37      |       |
| 23   | Reino Eskelinen        | Yamaha           | +1 giro  | 33      |       |
| 24   | Bruno Lüscher          | Yamaha           | +1 giro  | 38      |       |
| 25   | Marco Papa             | Yamaha           | +1 giro  | 13      |       |
| 26   | Alan North             | Yamaha           | +1 giro  | 25      |       |
| 27   | Guy Batesti            | Yamaha           | +1 giro  | 20      |       |
| 28   | Bernard Gatti          | Yamaha           | +1 giro  | 34      |       |
| 29   | Roger Sibille          | Yamaha           | +1 giro  | 39      |       |
| 30   | Arturo Venanzi         | Yamaha           | +1 giro  | 29      |       |

### Ritirati
| Pilota             | Moto         | Motivo | Griglia |
| ------------------ | ------------ | ------ | ------- |
| Roland Kopf        | Yamaha       |        | 40      |
| Lennart Bäckström  | Yamaha       |        | 27      |
| Éric Saul          | Yamaha       |        | 17      |
| Peter Looijesteijn | Yamaha       |        | 11      |
| Tony Head          | Yamaha       |        | 32      |
| Edi Stöllinger     | Kawasaki     |        | 10      |
| Graeme McGregor    | Cotton-Rotax |        | 9       |
| Thierry Espié      | Yamaha       |        | 3       |
| Guy de Waele       | Yamaha       |        | 26      |
| Jacques Bolle      | Yamaha       |        | 12      |

## Classe 125
Terzo successo stagionale anche per Ángel Nieto che precede il francese Guy Bertin e l'italiano Loris Reggiani; in testa al campionato resta, con un risicato vantaggio, l'italiano Pier Paolo Bianchi, giunto quarto in questa prova.

### Arrivati al traguardo
| Pos. | Pilota              | Moto       | Tempo   | Griglia | Punti |
| ---- | ------------------- | ---------- | ------- | ------- | ----- |
| 1    | Ángel Nieto         | Minarelli  | 46'45"9 | 9       | 15    |
| 2    | Guy Bertin          | Motobécane | 46'46"1 | 2       | 12    |
| 3    | Loris Reggiani      | Minarelli  | 47'14"3 | 5       | 10    |
| 4    | Pier Paolo Bianchi  | MBA        | 47'18"4 | 6       | 8     |
| 5    | Hans Müller         | MBA        | 47'19"8 | 1       | 6     |
| 6    | Peter Looijesteijn  | MBA        | 47'39"8 | 4       | 5     |
| 7    | Gianpaolo Marchetti | MBA        | 47'40"2 | 8       | 4     |
| 8    | Bruno Kneubühler    | MBA        | 47'45"1 | 11      | 3     |
| 9    | Ricardo Tormo       | MBA        | 47'49"2 | 10      | 2     |
| 10   | Jean-Claude Selini  | MBA        | 47'56"0 | 7       | 1     |
| 11   | August Auinger      | MBA        | 48'18"2 | 13      |       |
| 12   | Eugenio Lazzarini   | Iprem      | 48'18"9 | 12      |       |
| 13   | Matti Kinnunen      | MBA        | 48'33"6 | 21      |       |
| 14   | Johnny Wickström    | Morbidelli | 48'37"3 | 19      |       |
| 15   | Michel Galbit       | MBA        | +1 giro | 16      |       |
| 16   | Anton Straver       | MBA        | +1 giro | 17      |       |
| 17   | Alfred Waibel       | MBA        | +1 giro | 25      |       |
| 18   | Rolf Blatter        | MBA        | +1 giro | 29      |       |
| 19   | Paul Bordes         | Morbidelli | +1 giro | 23      |       |
| 20   | Gerhard Waibel      | MBA        | +1 giro | 20      |       |
| 21   | Martin van Soest    | Morbidelli | +1 giro | 31      |       |
| 22   | René Rénier         | MBA        | +1 giro | 32      |       |
| 23   | Ernst Fagerer       | Morbidelli | +1 giro | 33      |       |
| 24   | Olivier Liegeois    | Honda      | +1 giro | 27      |       |
| 25   | John Kernan         | MBA        | +1 giro | 30      |       |
| 26   | Hagen Klein         | Hess       | +1 giro | 26      |       |
| 27   | Peter van Niel      | MBA        | +1 giro | 35      |       |
| 28   | Jan Huberts         | Huvo       | +2 giri | 36      |       |
| 29   | Jack Buytaert       | Honda      | +3 giri | 39      |       |

### Ritirati
| Pilota              | Moto       | Motivo | Griglia |
| ------------------- | ---------- | ------ | ------- |
| Harald Bartol       | MBA        |        | 15      |
| János Drapál        | Morbidelli |        | 34      |
| Marcellino Garcia   | Morbidelli |        | 37      |
| Alojz Pavlič        | MBA        |        | 38      |
| Henk van Kessel     | Condor     |        | 18      |
| Patrick Hérouard    | MBA        |        | 28      |
| Ivan Palazzese      | MBA        |        | 14      |
| Thierry Noblesse    | MBA        |        | 22      |
| Per-Edvard Carlsson | MBA        |        | 24      |
| Chris Baert         | MBA        |        | 40      |
| Stefan Dörflinger   | Morbidelli |        | 3       |

## Classe 50
Come già per la classe di maggior cilindrata del mondiale, anche nella più piccola c'è da registrare il primo successo nel motomondiale da parte di un pilota: in questo caso si tratta dello svizzero Stefan Dörflinger che ha preceduto sul traguardo l'italiano Eugenio Lazzarini. Proprio questi due piloti sono gli unici rimasti in gara per il titolo iridato quando manca una sola gara al termine visto che il terzo in classifica, lo spagnolo Ricardo Tormo, pur essendo partito dalla pole position non ha terminato neppure il primo giro di gara e ha ora un distacco incolmabile.

### Arrivati al traguardo
| Pos. | Pilota             | Moto     | Tempo   | Griglia | Punti |
| ---- | ------------------ | -------- | ------- | ------- | ----- |
| 1    | Stefan Dörflinger  | Kreidler | 37'59"3 | 2       | 15    |
| 2    | Eugenio Lazzarini  | Iprem    | 38'12"4 | 3       | 12    |
| 3    | Yves Dupont        | ABF      | 38'42"7 | 5       | 10    |
| 4    | Hans Spaan         | Kreidler | 38'55"5 | 6       | 8     |
| 5    | Hans-Jürgen Hummel | Kreidler | 38'55"8 | 13      | 6     |
| 6    | Wolfgang Müller    | Kreidler | 39'09"8 | 4       | 5     |
| 7    | Gerhard Waibel     | Kreidler | 39'10"2 | 12      | 4     |
| 8    | Rolf Blatter       | Kreidler | 39'14"8 | 11      | 3     |
| 9    | Otto Machinek      | Kreidler | 39'17"3 | 20      | 2     |
| 10   | Jacky Hutteau      | ABF      | 40'83"1 | 19      | 1     |
| 11   | Bertus Grinwis     | Kreidler | +1 giro | 18      |       |
| 12   | Pascal Kambourian  | Kreidler | +1 giro | 14      |       |
| 13   | Gerhard Bauer      | Kreidler | +1 giro | 17      |       |
| 14   | Günter Schirnhofer | Kreidler | +1 giro | 15      |       |
| 15   | Yves le Toumelin   | Kreidler | +1 giro | 22      |       |
| 16   | Rainer Scheidhauer | Rupp     | +1 giro | 28      |       |
| 17   | Ingo Emmerich      | Falk     | +1 giro | 16      |       |
| 18   | Joaquin Gali       | Bultaco  | +1 giro | 26      |       |
| 19   | Hagen Klein        | Horex    | +1 giro | 10      |       |
| 20   | Chris Baert        | Kreidler | +1 giro | 23      |       |
| 21   | Klaus Kull         | Kreidler | +1 giro | 27      |       |
| 22   | Reiner Koster      | DRS      | +1 giro | 29      |       |
| 23   | René Evrard        | Kreidler | +1 giro | 31      |       |
| 24   | René Loge          | Kreidler | +2 giri | 37      |       |
| 25   | Enrico Cereda      | DRS      | +2 giri | 9       |       |
| 26   | Michel de Poligny  | Kreidler | +2 giri | 38      |       |

### Ritirati
| Pilota           | Moto        | Motivo | Griglia |
| ---------------- | ----------- | ------ | ------- |
| Ricardo Tormo    | Kreidler    |        | 1       |
| Alain Hannecart  | BRH         |        | 21      |
| Gabriel Staelens | Kreidler    |        | 33      |
| Franz Ungar      | Kreidler    |        | 34      |
| Serge Julin      | Kreidler    |        | 36      |
| Henk van Kessel  | Pentax-X-16 |        | 8       |
| Theo Timmer      | Bultaco     |        | 7       |
| Rudolf Kunz      | Kreidler    |        | 30      |
| Bruno di Carlo   | Kreidler    |        | 24      |
| Aldo Pero        | Kreidler    |        | 25      |
| Gerhard Singer   | Kreidler    |        | 32      |
| Ove Skifjeld     | Kreidler    |        | 35      |

## Classe sidecar
Le qualifiche vedono un risultato davvero clamoroso, con la pole position dell'equipaggio Cees Smit-Erik de Groot, mai a punti in questa stagione; l'exploit, che coglie di sorpresa gli stessi due motociclisti olandesi, sembra in realtà dovuto a errori di cronometraggio. In gara c'è invece una nuova vittoria di Jock Taylor-Benga Johansson, davanti ad Alain Michel-Michael Burkhard; giungono terzi Rolf Biland e Kurt Waltisperg, malgrado debbano effettuare una sosta ai box.
In classifica Taylor allunga, ora ha 12 punti di margine su Biland e 13 su Michel.

### Arrivati al traguardo (posizioni a punti)[5]
| Pos | Pilota           | Passeggero         | Moto          | Tempo    | Punti |
| --- | ---------------- | ------------------ | ------------- | -------- | ----- |
| 1   | Jock Taylor      | Benga Johansson    | Windle-Yamaha | 45'05"39 | 15    |
| 2   | Alain Michel     | Michael Burkhard   | Seymaz-Yamaha | 45'13"29 | 12    |
| 3   | Rolf Biland      | Kurt Waltisperg    | LCR-Yamaha    | 45'52"55 | 10    |
| 4   | Derek Jones      | Brian Ayres        | Ireson-Yamaha |          | 8     |
| 5   | Werner Schwärzel | Andreas Huber      | ?-Yamaha      |          | 6     |
| 6   | Egbert Streuer   | Johan van der Kaap | LCR-Yamaha    |          | 5     |
| 7   | Rolf Steinhausen | Kenny Arthur       | ?-Bartol      |          | 4     |
| 8   | Trevor Ireson    | Clive Pollington   | ?-Yamaha      |          | 3     |
| 9   | George O'Dell    | Williams           | ?-Yamaha      |          | 2     |
| 10  | John Barker      | Nick Cutmore       | ?-Yamaha      |          | 1     |